# Grandvals
Grandvals är en kommun i departementet Lozère i regionen Occitanien i södra Frankrike. Kommunen ligger i kantonen Nasbinals som tillhör arrondissementet Mende. År 2022 hade Grandvals 59 invånare.

## Befolkningsutveckling
Antalet invånare i kommunen Grandvals
| Referens: INSEE |